# Гравиметрия

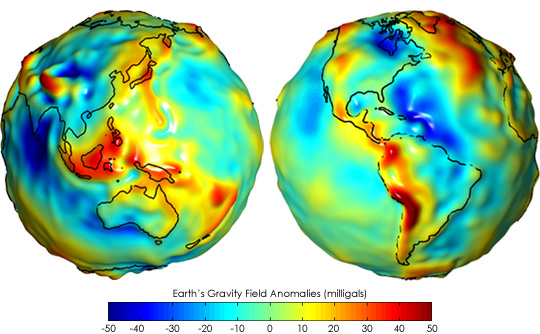
Гравитационные аномалии Земли (по данным спутниковой миссии GRACE)

Гравиме́трия (от лат. gravis — «тяжёлый» и греч. μετρέω — «измеряю»); геодезическая гравиметрия, гравитационное зондирование) — наука об измерении величин, характеризующих гравитационное поле Земли и других небесных тел.

## История
Первое измерение силы тяжести выполнил Галилей, измерив путь, пройденный падающим телом за первую секунду падения.
Задачей ранних измерений было определение гравитационной постоянной (g) как фундаментальной константы. О том, что сила тяжести на Земле изменяется в зависимости от широты места, стало известно в 30-х годах XVII века. Измерения выполняли нитяными маятниками длиной 1-2 метра. Замечательное свойство маятника выполнять колебания длительное время, позволяющее найти с приемлемой точностью период колебаний, стало причиной господства маятникового метода в гравиметрии вплоть до середины XX века.

## Теоретические основы
Сила тяжести, то есть сила, действующая на единичную массу на Земле, складывается из сил тяготения и силы инерции (центробежной силы), вызванной вращением Земли:
{\displaystyle {\vec {F}}=-G\mu \int \limits _{M}{{dm} \over {R^{2}}}{{\vec {R}} \over R}+\mu ({\vec {\omega }}\times {\vec {r}})\times {\vec {\omega }}},
где {\displaystyle G} — гравитационная постоянная, {\displaystyle \mu } — единичная масса, {\displaystyle dm} — элемент массы Земли, {\displaystyle {\vec {R}}={\vec {r}}-{{\vec {r}}'};{\vec {r}},{{\vec {r}}'}} — радиус-векторы точки измерения и элемента массы, {\displaystyle {\vec {\omega }}} — угловая скорость вращения Земли; интеграл берётся по всем массам.
При гравиметрических наблюдениях посредством спутников объектом измерения является лишь поле тяготения Земли или другой планеты, то есть первый член.
Потенциал поля силы тяжести {\displaystyle \Omega } определяется соотношением:
{\displaystyle \Omega =G\int \limits _{M}{{{dm} \over R}+{{\omega ^{2}r^{2}} \over 2}\cos ^{2}\varphi }},
где {\displaystyle \varphi } — широта точки измерения.
Условие постоянной силы тяжести {\displaystyle \Omega =const} определяет множество эквипотенциальных поверхностей — т. н. уровненных поверхностей; уровненная поверхность, для которой сила тяжести совпадает с силой тяжести на среднемноголетнем (невозмущённом) уровне моря называется геоидом.
Для удобства представления, не зависящего от локального распределения масс, силу тяжести делят на два компонента: нормальную часть {\displaystyle \gamma }, представляющую силу тяжести однородного референц-эллипсоида (то есть эллипсоида вращения с массой и скоростью вращения, равным земным, и максимально соответствующего геоиду), и аномальную {\displaystyle \Delta g}, равную разнице между наблюдаемой {\displaystyle g} и нормальной силами тяжести {\displaystyle \Delta g=g-\gamma }.
В международной гравиметрической системе IGSN 71 для нормальной силы тяжести принята формула с поправочными коэффициентами, определёнными по совокупности гравиметрических данных на 1967 г.:
{\displaystyle \gamma =9,780318(1+0,005302\sin ^{2}\varphi -0,0000059\sin ^{2}2\varphi )} м / с².

## Предмет и применение гравиметрии
Гравиметрия рассматривает теории и методы измерения силы тяжести для решения различных задач геодезии, геофизики и других наук о Земле.

### Гравиметрия в геодезии
Основное содержание гравиметрии в геодезии — теории и методы определения внешнего поля потенциала и силы тяжести Земли (g) по измерениям на земной поверхности и по астрономо-геодезическим данным. Гравиметрия в геодезическом контексте включает в себя теорию нивелирных высот и обработку астрономо-геодезических сетей. Одно из основных геодезических приложений гравиметрии — построение моделей геоида. Точное знание геоида необходимо, в частности, в навигации — для пересчёта геодезических (эллипсоидальных) высот, непосредственно измеряемых GPS-приёмниками, в высоты над уровнем моря, а также в физической океанологии — для определения высот морской поверхности.

### Гравиметрия в геофизике
В геофизике гравиметрия используется в целях исследования внутреннего строения Земли, а также других планет. В контексте разведочной геофизики гравиметрия обычно называется гравиразведкой.

### Гравиметрия в других науках о Земле
С запуском спутниковой миссии GRACE в 2002 г. впервые появилась возможность измерять временны́е изменения земного поля тяготения в региональном масштабе. Эти измерения позволяют, в частности, получать дополнительную информацию о процессах, связанных с изменением климата.

## Единицы измерения и стандарты
Единицей измерения в гравиметрии является гал (русское обозначение: Гал; международное: Gal), равный 1 см/с². Названа в честь итальянского учёного Галилео Галилея. В начале XX века был определён абсолютный стандарт силы тяжести Земли, основанный на гравиметрических измерениях в Потсдаме (сила тяжести в Потсдаме — 981 274 мГал), однако уже в 30-е годы XX века были получены данные о том, потсдамский стандарт завышен на 13—14 мГал. Результатом стало создание единой мировой опорной гравиметрической сети International Gravity Standardization Net (IGSN), в 1971 г. она была принята вместо потсдамской системы (стандарт IGSN 71), в которой абсолютный стандарт силы тяжести Земли, не привязанный к координате, составляет 978 031,8 мГал.

## Оборудование
Наземные гравиметрические наблюдения производятся с помощью гравиметров или акселерометров. В гравиметрических наблюдениях посредством спутника используются, как правило, высокоточные измерения его орбиты.